# Saison 2019-2020 de snooker
Navigation
2018-2019 2020-2021
La saison 2019-2020 de snooker est la 52e saison de snooker. Elle regroupe 44 tournois organisés par la WPBSA entre le 9 mai 2019 et le 21 août 2020.

## Nouveautés
- Les bonus accordés à chaque joueur ayant réalisé un break maximum de 147 points sont remplacés par un pot commun de 1 million de livres sterling[1]. Le déblocage de ce pot commun nécessite la réalisation d'au moins 20 breaks maximums au cours de la saison. Si ce plancher est dépassé, le montant sera réparti entre les joueurs ayant réalisé au moins un 147. Si un joueur a effectué plusieurs 147, ses gains seront multipliés en proportion.

- En septembre, Barry Hearn annonce la mise en place de la BetVictor European Series. C'est le même fonctionnement que la saison passée avec la Coupe Coral : le sponsor BetVictor décerne un bonus de 150 000 £ au joueur qui amassera le plus de points lors des quatre tournois suivants : le Masters d'Europe, le Masters d'Allemagne, le Shoot-Out et l'Open de Gibraltar. Hearn espère ainsi attirer davantage de joueurs du top 16 mondial à participer à ces tournois. L'octroi de ce bonus permet aux gains totaux de la saison de dépasser le montant symbolique de 15 millions de livres sterling[2].

- En décembre, il est annoncé que le Masters d'Arabie Saoudite serait au calendrier de la saison 2020-2021[3]. Il s'agira du premier tournoi classé de snooker qui se tiendra en Arabie Saoudite. L'épreuve aura lieu du 4 au 10 octobre 2020 à Riyad. La dotation annoncée est colossale : 2,5 millions de livres sterling, ce qui excède celle du championnat du monde. Le tournoi sera ouvert à 128 joueurs, dont 4 amateurs locaux. Le promoteur sportif CBX a signé un engagement de 10 ans avec World Snooker. Barry Hearn et Jason Ferguson déclarent que cet accord s'inscrit dans une démarche de mondialisation du snooker, leur permettant de prendre racine au Moyen-Orient.

- Le système de qualification pour les championnats du monde est modifié à compter de 2020. Lors de la période 2015-2019, les joueurs hors du top 16 devaient disputer trois tours de qualification pour atteindre la tableau final, quel que soit leur classement. Le nouveau système est davantage dégressif, de sorte que les joueurs les moins biens classés devront gagner quatre matchs, alors que les mieux classés n'auront que deux matchs à disputer[4].

## Déroulement
Initialement, 46 tournois étaient prévus au programme de la saison, dont 18 intégrés au système de classement. Le calendrier est fortement touché par la pandémie de Covid-19, qui provoque l'annulation de l'Open de Chine et le report du championnat du circuit et du championnat du monde de snooker. De plus, la finale de l'Open de Gibraltar se joue sans public.
Judd Trump, champion du monde en titre, remporte le plus grand nombre de tournois, six au total, un record pour une saison. Trois autres joueurs, Neil Robertson, Mark Selby et Shaun Murphy, ont tous remporté plus d'un tournoi de classement. Deux joueurs ont remporté leur premier tournoi de classement, Yan Bingtao remportant le Riga Masters, et Michael Holt le Snooker Shoot Out. La saison inaugure aussi l'organisation d'un tournoi en Autriche : le Masters d'Europe.
Dans les tournois de la Triple Couronne, Ding Junhui remporte le championnat britannique pour la troisième fois, sa première victoire depuis dix ans, en battant Stephen Maguire en finale ; et Stuart Bingham gagne le Masters pour la première fois, en battant Ali Carter en finale. Le troisième tournoi de cette série, le Championnat du monde 2020, initialement prévu du 18 avril au 4 mai 2020, est reporté du 31 juillet au 16 août 2020. Ronnie O'Sullivan remporte le titre pour la sixième fois, en battant Kyren Wilson en finale.

## Calendrier
| C = Tournoi classé (professionnel)              |
| NC = Tournoi non classé (professionnel)         |
| A = Tournoi alternatif (professionnel)          |
| TE = Tournoi par équipes (professionnel)        |
| P/A = Tournoi pro-am (professionnel et amateur) |
| CC = Circuit du challenge (amateur)             |
| TMS = Tournée mondiale seniors (professionnel)  |

| Dates (mois-jour) | Dates (mois-jour) | Tournoi                                  | Lieu          | Site                                | Cat. | Vainqueur           | Finaliste             | Score   | Référence |
| 05-09             | 05-12             | Open de Vienne                           | Vienne        | 15 Reds Köö Wien Snooker Club       | P/A  | Mark Joyce          | Mark King             | 5-4     | [ 8 ]     |
| 06-24             | 06-30             | Coupe du monde                           | Wuxi          | Wuxi City Sports Park Stadium       | TE   | Écosse              | Chine                 | 4-0     | [ 9 ]     |
| 07-20             | 07-23             | Pink Ribbon                              | Gloucester    | South West Snooker Academy          | P/A  | Stuart Bingham      | Mark Allen            | 4-3     | [ 10 ]    |
| 07-26             | 07-28             | Masters de Riga                          | Riga          | Arena Riga                          | C    | Yan Bingtao         | Mark Joyce            | 5-2     | [ 11 ]    |
| 08-04             | 08-11             | Championnat international                | Daqing        | Baihu Media Broadcasting Centre     | C    | Judd Trump          | Shaun Murphy          | 10-3    | [ 12 ]    |
| 08-14             | 08-18             | Championnat du monde seniors             | Sheffield     | Crucible Theatre                    | TMS  | Jimmy White         | Darren Morgan         | 5-3     | [ 13 ]    |
| 08-24             | 08-25             | Classique Paul Hunter                    | Fürth         | Stadthalle                          | NC   | Barry Hawkins       | Kyren Wilson          | 4-3     | [ 14 ]    |
| 08-29             | 09-01             | Coupe du Jour de l'Indépendance          | Kiev          | Lider BK                            | P/A  | Craig Steadman (en) | Mateusz Baranowski    | 4-0     | [ 15 ]    |
| 08-31             | 09-01             | Circuit du challenge n°1                 | Nuremberg     | Ballroom Nürnberg                   | CC   | Ka Wai Cheung       | Oliver Brown (en)     | 3-1     | [ 16 ]    |
| 09-02             | 09-07             | Championnat du monde à six billes rouges | Bangkok       | Bangkok Convention Center           | A    | Stephen Maguire     | John Higgins          | 8-6     | [ 17 ]    |
| 09-09             | 09-15             | Masters de Shanghai                      | Shanghai      | Regal International East Asia Hotel | NC   | Ronnie O'Sullivan   | Shaun Murphy          | 11-9    | [ 18 ]    |
| 09-21             | 09-22             | Circuit du challenge n°2                 | Newbury       | The Crucible Sports & Social Club   | CC   | Jake Nicholson      | Andrew Pagett (en)    | 3-1     | [ 19 ]    |
| 09-23             | 09-29             | Championnat de Chine                     | Canton        | Guangzhou Tianhe Sports Centre      | C    | Shaun Murphy        | Mark Williams         | 10-9    | [ 20 ]    |
| 10-05             | 10-06             | Circuit du challenge n°3                 | Leeds         | Northern Snooker Centre             | CC   | Andrew Pagett (en)  | Robbie McGuigan       | 3-0     | [ 21 ]    |
| 10-14             | 10-20             | Open d'Angleterre                        | Crawley       | K2                                  | C    | Mark Selby          | David Gilbert         | 9-1     | [ 22 ]    |
| 10-19             | 10-20             | Circuit du challenge n°4                 | Bruges        | The Trickshot                       | CC   | Ashley Hugill       | Aaron Hill (en)       | 3-1     | [ 23 ]    |
| 10-24             | 10-25             | Championnat du Royaume-Uni seniors       | Hull          | Hull Venue                          | TMS  | Michael Judge       | Jimmy White           | 4-2     | [ 24 ]    |
| 10-22             | 10-26             | Open de Haining                          | Haining       | Haining Sports Center               | NC   | Thepchaiya Un-Nooh  | Li Hang               | 5-3     | [ 25 ]    |
| 10-27             | 11-03             | Open mondial                             | Yushan        | Yushan Sport Centre                 | C    | Judd Trump          | Thepchaiya Un-Nooh    | 10-5    | [ 26 ]    |
| 11-04             | 11-10             | Champion des champions                   | Coventry      | Ricoh Arena                         | NC   | Neil Robertson      | Judd Trump            | 10-9    | [ 27 ]    |
| 11-11             | 11-17             | Open d'Irlande du Nord                   | Belfast       | Waterfront Hall                     | C    | Judd Trump          | Ronnie O'Sullivan     | 9-7     | [ 28 ]    |
| 11-16             | 11-17             | Circuit du challenge n°6                 | Budapest      | Hungary Snooker Academy             | CC   | Oliver Brown (en)   | Ashley Hugill         | 3-1     | [ 29 ]    |
| 11-26             | 12-12             | Championnat du Royaume-Uni               | York          | Barbican Centre                     | C    | Ding Junhui         | Stephen Maguire       | 10-6    | [ 30 ]    |
| 12-09             | 12-15             | Open d'Écosse                            | Glasgow       | Emirates Arena                      | C    | Mark Selby          | Jack Lisowski         | 9-6     | [ 31 ]    |
| 12-14             | 12-15             | Circuit du challenge n°7                 | Neerpelt      | De Maxx                             | CC   | Dean Young          | Andrew Pagett (en)    | 3-1     | [ 32 ]    |
| 01-02             | 01-05             | Open des trois rois                      | Rankweil      | Patricks Candian Taverne            | P/A  | Luca Brecel         | Alexander Ursenbacher | 5-2     | [ 33 ]    |
| 01-12             | 01-19             | Masters                                  | Londres       | Alexandra Palace                    | NC   | Stuart Bingham      | Ali Carter            | 10-8    | [ 34 ]    |
| 01-18             | 01-19             | Circuit du challenge n°8                 | Tamworth      | Tamworth Sports Bar                 | CC   | Lukas Kleckers (en) | Tyler Rees (en)       | 3-1     | [ 35 ]    |
| 01-22             | 01-26             | Masters d'Europe                         | Dornbirn      | Messe Dornbirn                      | C    | Neil Robertson      | Zhou Yuelong          | 9-0     | [ 36 ]    |
| 01-29             | 02-02             | Masters d'Allemagne                      | Berlin        | Tempodrom                           | C    | Judd Trump          | Neil Robertson        | 9-6     | [ 37 ]    |
| 02-07             | 02-09             | Open d'Italie                            | Bolzano       | Sala Torre                          | P/A  | Luca Brecel         | Sybren Sokolowski     | 4-1     | [ 38 ]    |
| 02-03             | 02-09             | Grand Prix mondial                       | Cheltenham    | The Centaur, Cheltenham Racecourse  | C    | Neil Robertson      | Graeme Dott           | 10-8    | [ 39 ]    |
| 02-10             | 02-16             | Open du pays de Galles                   | Cardiff       | Motorpoint Arena                    | C    | Shaun Murphy        | Kyren Wilson          | 9-1     | [ 40 ]    |
| 02-15             | 02-16             | Circuit du challenge n°9                 | Llanelli      | Terry Griffiths Matchroom           | CC   | Ashley Hugill       | Sydney Wilson (en)    | 3-1     | [ 41 ]    |
| 02-20             | 02-23             | Snooker Shoot-Out                        | Watford       | Watford Colosseum                   | C    | Michael Holt        | Zhou Yuelong          | 1-0     | [ 42 ]    |
| 02-28             | 02-29             | Circuit du challenge n°5                 | Leicester     | The Winchester                      | CC   | Allan Taylor (en)   | Michael Collumb       | 3-1     | ,         |
| 02-24             | 03-01             | Championnat des joueurs                  | Southport     | Waterfront                          | C    | Judd Trump          | Yan Bingtao           | 10-4    | [ 46 ]    |
| 03-01             | 03-02             | Circuit du challenge no 10               | Leicester     | The Winchester                      | CC   | Adam Duffy (en)     | Kuldesh Johal (en)    | 3-1     | [ 47 ]    |
| 10-06             | 03-05             | Championnat de la ligue (épreuve 1)      | Leeds         | Morningside Arena                   | NC   | Scott Donaldson     | Graeme Dott           | 3-0     | [ 48 ]    |
| 03-11             | 03-15             | Open de Gibraltar                        | Gibraltar     | Europa Point Sports Complex         | C    | Judd Trump          | Kyren Wilson          | 4-3     | [ 49 ]    |
| 06-01             | 06-11             | Championnat de la ligue (épreuve 2)      | Milton Keynes | Marshall Arena                      | NC   | Luca Brecel         | Ben Woollaston        | [ n 1 ] | [ 50 ]    |
| 06-20             | 06-26             | Championnat du circuit                   | Milton Keynes | Marshall Arena                      | C    | Stephen Maguire     | Mark Allen            | 10-6    | [ 51 ]    |
| 07-20             | 07-20             | Circuit du challenge - Playoff           | Sheffield     | English Institute of Sport          | CC   | Allan Taylor (en)   | Adam Duffy (en)       | 4-0     | [ 52 ]    |
| 07-31             | 08-16             | Championnat du monde                     | Sheffield     | Crucible Theatre                    | C    | Ronnie O'Sullivan   | Kyren Wilson          | 18-8    | [ 53 ]    |
| 08-18             | 08-21             | Championnat du monde seniors             | Sheffield     | Crucible Theatre                    | TMS  | Jimmy White         | Ken Doherty           | 5–4     | [ 54 ]    |

## Attribution des points
Points attribués lors des épreuves comptant pour le classement mondial :
| Tournoi / Joueurs (nombre) | 144 | 128 | 112  | 80    | 64   | 48    | 32    | 16    | Quart de finalistes | Demi-finalistes | Finaliste | Vainqueur |
| Masters de Riga            | —   | 0   | —    | —     | 2000 | —     | 3000  | 4000  | 6000                | 15000           | 25000     | 50000     |
| Championnat international  | —   | 0   | —    | —     | 4750 | —     | 8500  | 13500 | 21500               | 32000           | 75000     | 175000    |
| Championnat de Chine       | —   | 0   | —    | —     | 4750 | —     | 7500  | 13000 | 20000               | 32000           | 75000     | 150000    |
| Open d'Angleterre          | —   | 0   | —    | —     | 3000 | —     | 4000  | 7500  | 10000               | 20000           | 30000     | 70000     |
| Open mondial               | —   | 0   | —    | —     | 5000 | —     | 8000  | 13500 | 20000               | 32500           | 75000     | 150000    |
| Open d'Irlande du Nord     | —   | 0   | —    | —     | 3000 | —     | 4000  | 7500  | 10000               | 20000           | 30000     | 70000     |
| Championnat du Royaume-Uni | —   | 0   | —    | —     | 6500 | —     | 12000 | 17000 | 24500               | 40000           | 80000     | 200000    |
| Open d'Écosse              | —   | 0   | —    | —     | 3000 | —     | 4000  | 7500  | 10000               | 20000           | 30000     | 70000     |
| Masters d'Europe           | —   | 0   | —    | —     | 3000 | —     | 4000  | 6000  | 11000               | 17500           | 35000     | 80000     |
| Masters d'Allemagne        | —   | 0   | —    | —     | 3000 | —     | 4000  | 5000  | 10000               | 20000           | 35000     | 80000     |
| Grand Prix mondial         | —   | —   | —    | —     | —    | —     | 5000  | 7500  | 12500               | 20000           | 40000     | 100000    |
| Open du pays de Galles     | —   | 0   | —    | —     | 3000 | —     | 4000  | 7500  | 10000               | 20000           | 30000     | 70000     |
| Shoot-Out                  | —   | 250 | —    | —     | 500  | —     | 1000  | 2000  | 4000                | 8000            | 20000     | 50000     |
| Championnat des joueurs    | —   | —   | —    | —     | —    | —     | —     | 10000 | 15000               | 30000           | 50000     | 125000    |
| Open de Gibraltar          | —   | 0   | —    | —     | 2000 | —     | 3000  | 4000  | 5000                | 6000            | 20000     | 50000     |
| Championnat du circuit     | —   | —   | —    | —     | —    | —     | —     | —     | 20000               | 40000           | 60000     | 150000    |
| Championnat du monde       | 0   | —   | 5000 | 10000 | —    | 15000 | 20000 | 30000 | 50000               | 100000          | 200000    | 500000    |

## Classement mondialen début et fin de saison

### Après lechampionnat du monde 2019
| Rang | Évol.         | Joueur            | Points    |
| 1    | 1             | Ronnie O'Sullivan | 1 196 500 |
| 2    | 3             | Judd Trump        | 1 166 500 |
| 3    | en stagnation | Mark Williams     | 1 028 000 |
| 4    | 6             | Neil Robertson    | 842 500   |
| 5    | 1             | John Higgins      | 795 500   |
| 6    | 5             | Mark Selby        | 752 225   |
| 7    | 5             | Mark Allen        | 677 000   |
| 8    | 1             | Kyren Wilson      | 561 225   |
| 9    | 2             | Barry Hawkins     | 409 500   |
| 10   | 4             | Ding Junhui       | 403 500   |
| 11   | 15            | Jack Lisowski     | 398 600   |
| 12   | 15            | David Gilbert     | 394 000   |
| 13   | en stagnation | Stuart Bingham    | 390 500   |
| 14   | 6             | Shaun Murphy      | 375 000   |
| 15   | en stagnation | Luca Brecel       | 350 600   |
| 16   | 1             | Stephen Maguire   | 346 000   |

### Après lechampionnat du monde 2020
| Rang | Évol.         | Joueur            | Points    |
| 1    | 1             | Judd Trump        | 1 648 500 |
| 2    | 1             | Ronnie O'Sullivan | 1 101 000 |
| 3    | 1             | Neil Robertson    | 965 000   |
| 4    | 2             | Mark Selby        | 722 000   |
| 5    | 2             | Mark Allen        | 659 500   |
| 6    | 2             | Kyren Wilson      | 621 500   |
| 7    | 2             | John Higgins      | 534 500   |
| 8    | 6             | Shaun Murphy      | 481 000   |
| 9    | 7             | Stephen Maguire   | 478 500   |
| 10   | 7             | Mark Williams     | 447 750   |
| 11   | 1             | David Gilbert     | 401 000   |
| 12   | 3             | Ding Junhui       | 399 750   |
| 13   | en stagnation | Stuart Bingham    | 385 500   |
| 14   | 2             | Jack Lisowski     | 333 250   |
| 15   | 6             | Yan Bingtao       | 328 500   |
| 16   | 3             | Joe Perry         | 276 500   |